# Willerval
Willerval ist eine französische Gemeinde mit 661 Einwohnern (Stand 1. Januar 2022) im Département Pas-de-Calais in der Region Hauts-de-France. Sie gehört zum Arrondissement Arras und zum Kanton Arras-2.
Nachbargemeinden von Willerval  sind Vimy im Norden, Arleux-en-Gohelle im Osten,  Bailleul-Sir-Berthoult im Süden und Farbus im Westen.

## Bevölkerungsentwicklung
| Jahr      | 1962 | 1968 | 1975 | 1982 | 1990 | 1999 | 2009 |
| Einwohner | 415  | 429  | 448  | 502  | 603  | 653  | 640  |

## Sehenswürdigkeiten
- Kirche Saint-Nicolas (Wiederaufbau nach 1918)
- Grabmäler aus dem 13. bis 17. Jahrhundert in der Kirche Saint-Nicolas (Monument historique)